# Wapen van Spijk

Wapen van Spijk

Het wapen van Spijk is het dorpswapen van het Nederlandse dorp Spijk, in de Groningse gemeente Eemsdelta. Het wapen werd in 1965 ontworpen door J.B. Bronsema.

## Beschrijving
De blazoenering van het wapen luidt als volgt:
Het schild doorsneden: 1. Gedeeld, links: in goud, half gekapt van lazuur (blauw), een verkort Andreaskruis van keel (rood) in een ring van lazuur, rechts: doorsneden van zilver en sabel (zwart), beladen met een leeuw van het één en ander, getongd en genageld van keel; 2. Golvend doorsneden, boven in lazuur een klaverblad van drie, ter weerszijden vergezeld van een bebladerde korenaar, alles van goud, oprijzend uit de deellijn, onder golvend gedwarsbalkt van vijf stukken zilver en lazuur.
De heraldische kleuren zijn: goud (goud), azuur (blauw), keel (rood), zilver (zilver) en sabel (zwart).

## Symboliek
- Gouden punt: duidt op de uitstekende oeverwal waar het wierdedorp op gelegen is. Hier ontleent het dorp tevens zijn naam aan. De kleuren goud en blauw zijn afkomstig van het wapen van het geslacht Alberda dat ter plaatse een borg bezat.[1]
- Blauwe ring: verwijst naar de gracht die rond de kerk gelegen is.[1]
- Rood Andreaskruis: symbool voor Andreas, de heilige waar de kerk van Spijk aan gewijd was.[1]
- Leeuw: afkomstig uit het wapen van het geslacht Ubbena dat eveneens een borg bewoonde nabij het dorp.[1]
- Golvende dwarsbalken: verwijzen naar de invloed van de zee in de omgeving.[1]
- Klaverblad: een veelvoorkomend symbool op wapens van eigenerfde boeren.[1]
- Korenaren: staan voor het agrarische karakter van het dorp.[1]

Het wapen van het geslacht Alberda.
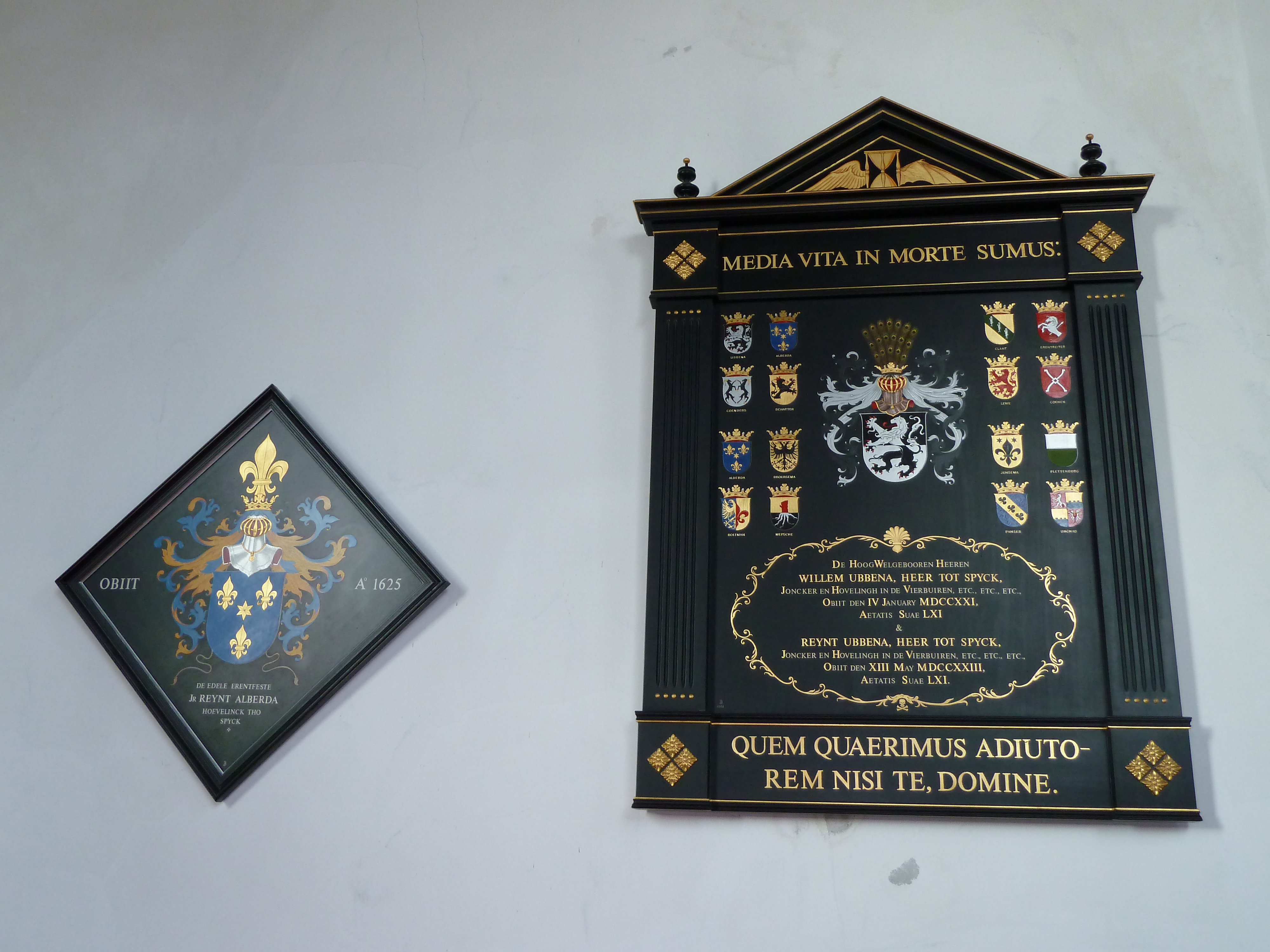
Replica's van rouwborden met de wapens van de geslachten Alberda en Ubbena in de kerk van Spijk.

## Zie ook

Vlag van Spijk